# Archanara deleta
Archanara deleta är en fjärilsart som beskrevs av Wighton. Archanara deleta ingår i släktet Archanara och familjen nattflyn. Inga underarter finns listade i Catalogue of Life.